# Тульське намісництво
Ту́льське намі́сництво (рос. Тульское наместничество) — адміністративно-територіальна одиниця в Російській імперії в 1777–1796 роках. Адміністративний центр — Тула. Створене 1777 року на основі Тульської провінції Московської губернії. Складалося з 12 повітів. 12 жовтня 1796 року перетворене на Тульську губернію.